# Каймановы Острова на летних Олимпийских играх 2024

## Квалификация
| № п/п | Вид спорта      | Мужчины        | Мужчины                | Женщины        | Женщины                | Всего          | Всего                  |
| № п/п | Вид спорта      | Завоевано квот | Количество спортсменов | Завоевано квот | Количество спортсменов | Завоевано квот | Количество спортсменов |
| ----- | --------------- | -------------- | ---------------------- | -------------- | ---------------------- | -------------- | ---------------------- |
| 1     | Лёгкая атлетика | 1              | 1                      |                |                        | 1              | 1                      |
| 2     | Парусный спорт  |                |                        | 1              | 1                      | 1              | 1                      |
| 3     | Плавание        | 2              | 1                      | 1              | 1                      | 3              | 2                      |
|       | ИТОГО           | 3              | 2                      | 2              | 2                      | 5              | 4                      |

## Состав команды
Лёгкая атлетика
1. Давонте Хауэлл[англ.]

 Парусный спорт
1. Шарлотта Уэбстер[англ.]

 Плавание
1. Джордан Крукс
2. Джиллиан Крукс[англ.]

## Легкая атлетика
Каймановы острова получили одну универсальную квоту для участия в олимпийском легкоатлетическом турнире.
Беговые дисциплины
| Спортсмен      | Дисциплина    | Предв. забеги | Предв. забеги | Забеги    | Забеги | Полуфиналы           | Полуфиналы           | Финал                | Финал                |
| Спортсмен      | Дисциплина    | Результат     | Место         | Результат | Место  | Результат            | Место                | Результат            | Место                |
| -------------- | ------------- | ------------- | ------------- | --------- | ------ | -------------------- | -------------------- | -------------------- | -------------------- |
| Давонте Хауэлл | Мужчины 100 м | 10,31         | 1 R           | 10,24     | 6      | завершил выступление | завершил выступление | завершил выступление | завершил выступление |

## Парусный спорт
Каймановы острова завоевали право выставить одну лодку (яхту) в нижеследующем классе судов по результатам Панамериканских игр 2023 года в Альгарробо, Чили.
Медальные гонки
| Спортсмен        | Дисциплина     | Гонка | Гонка | Гонка | Гонка | Гонка | Гонка | Гонка | Гонка | Гонка | Гонка    | Гонка | Баллы | Место |
| Спортсмен        | Дисциплина     | 1     | 2     | 3     | 4     | 5     | 6     | 7     | 8     | 9     | 10       | M*    | Баллы | Место |
| ---------------- | -------------- | ----- | ----- | ----- | ----- | ----- | ----- | ----- | ----- | ----- | -------- | ----- | ----- | ----- |
| Шарлотта Уэбстер | Женщины ILCA 6 | 41    | 40    | 39    | 41    | 36    | 40    | 32    | 43    | 37    | отменена | EL    | 306   | 41    |

## Плавание
Пловцы Каймановых островов выполнили требования для участия в двух дисциплинах плавательного турнира Олимпиады у мужчин и получили одно универсальное место в женских соревнованиях.
| Спортсмен      | Дисциплина                       | Заплывы | Заплывы | Полуфиналы            | Полуфиналы            | Финал                 | Финал                 |
| Спортсмен      | Дисциплина                       | Время   | Место   | Время                 | Место                 | Время                 | Место                 |
| -------------- | -------------------------------- | ------- | ------- | --------------------- | --------------------- | --------------------- | --------------------- |
| Джордан Крукс  | Мужчины 50 метров вольный стиль  | 21,51   | 2 Q     | 21,54                 | 4 Q                   | 21,64                 | 8                     |
| Джордан Крукс  | Мужчины 100 метров вольный стиль | 48,01   | 5 Q     | 48,10                 | 13                    | завершил выступление  | завершил выступление  |
| Джиллиан Крукс | Женщины 100 метров вольный стиль | 56,15   | 23      | завершила выступление | завершила выступление | завершила выступление | завершила выступление |